# Strada Gabroveni
Strada Gabroveni este situată în centrul municipiului București, în Sectorul 3.

## Descriere
Strada Gabroveni este orientată de la vest spre sud-est și se desfășoară pe o lungime de 220 de metri între străzile Șelari și Bulevardul Ion C. Brătianu. La circa 110 de metri de la intersecția cu strada Șelari, după ușoara curbă la dreapta, pe partea stângă este Strada Zarafi care ajunge în Lipscani, apoi după încă 40 de metri, pe partea dreaptă, este intersecția cu Pasajul Francez care face corespondența cu strada Covaci. După alți 50 de metri strada Gabroveni se intersectează cu strada Șepcari și se încheie în Bulevardul Ion C. Brătianu. 

## Istoric
Denumirea străzii se trage de la numele orașului Gabrovo din Bulgaria, oraș recunoscut în trecut pentru producția de cuțite. Negustorilor care veneau cu asemenea marfă din Bulgaria și care au creat o mică comunitate în zonă, li se spunea „gabroveni”, termen care s-a românizat și a dat și numele străzii.
În anul 1893 pe această stradă a fost deschisă „Berăria Mihalcea și Caragiale” deținută de dramaturgul Ion Luca Caragiale. În 1930 strada Gabroveni purta numele politicianului francez Henry Franklin-Bouillon, nume care este menținut și în anul 1940.
Strada a fost reabilitată în cadrul proiectului pilot de restaurare a zonei istorice din centrul capitalei inițiat de Primăria Bucureștiului.

## Monumente istorice și clădiri
Majoritatea clădirilor aflate pe strada Gabroveni datează de la sfârșitul secolului al XIX-lea - începutul secolului al XX-lea. Ansamblul de arhitectură „Strada Gabroveni” este înscris pe Lista monumentelor istorice 2010 - Municipiul București - la nr. crt. 1069, cod LMI B-II-a-B-18798. După reabilitarea străzii s-au deschis și funcționează o întreagă galerie de magazine, puburi, fast-fooduri, pizzerii etc. care au revigorat viața comercială a zonei. O inițiativă edilitară care a fost declanșată în ultima vreme a fost renovarea hanului Gabroveni aflat în această zonă (cu acces din strada Lipscani), unul din cele mai importante hanuri ale vechiului București.

## Galerie foto

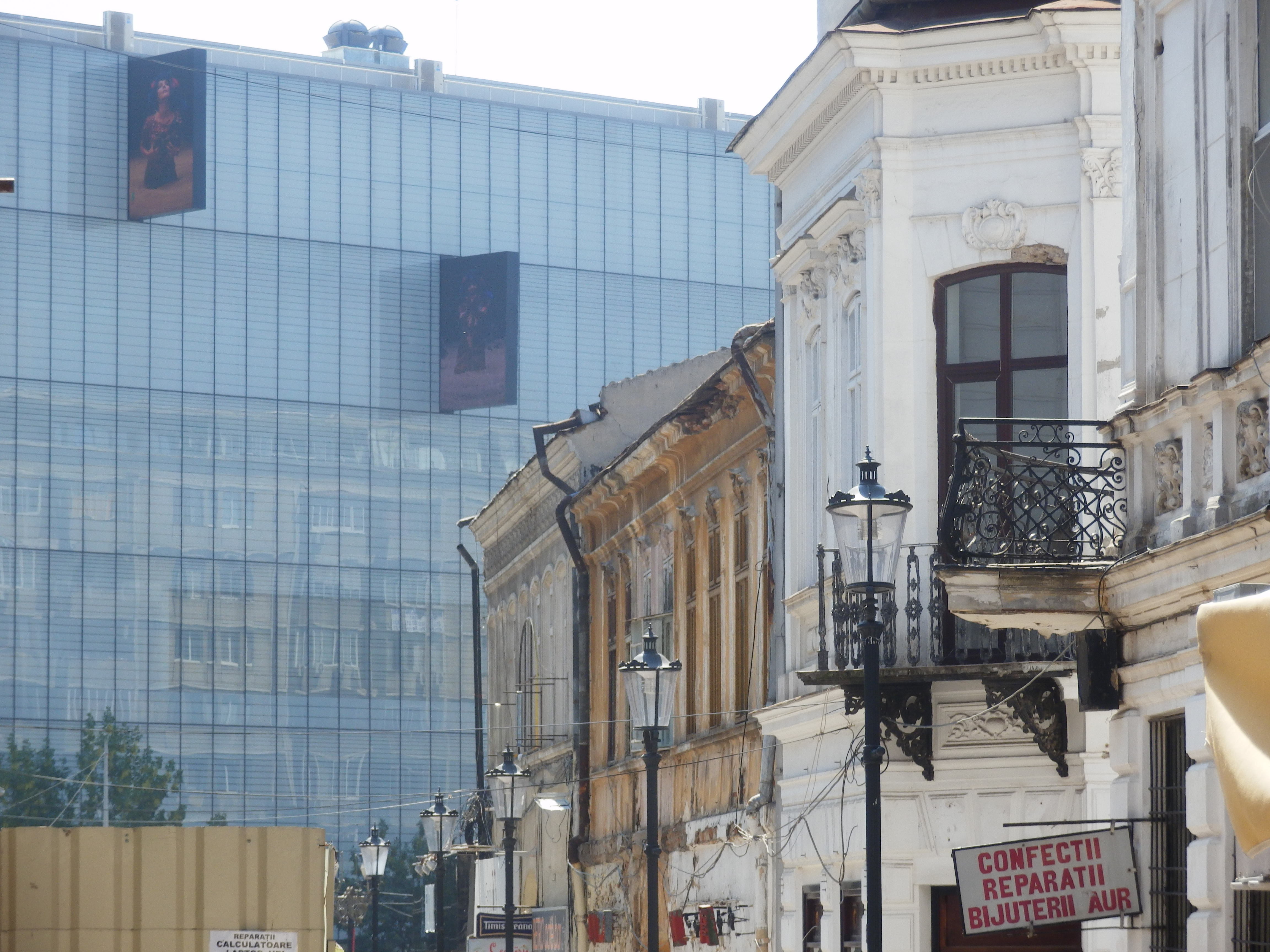
Strada Gabroveni, vedere spre bd. Ion C. Brătienu
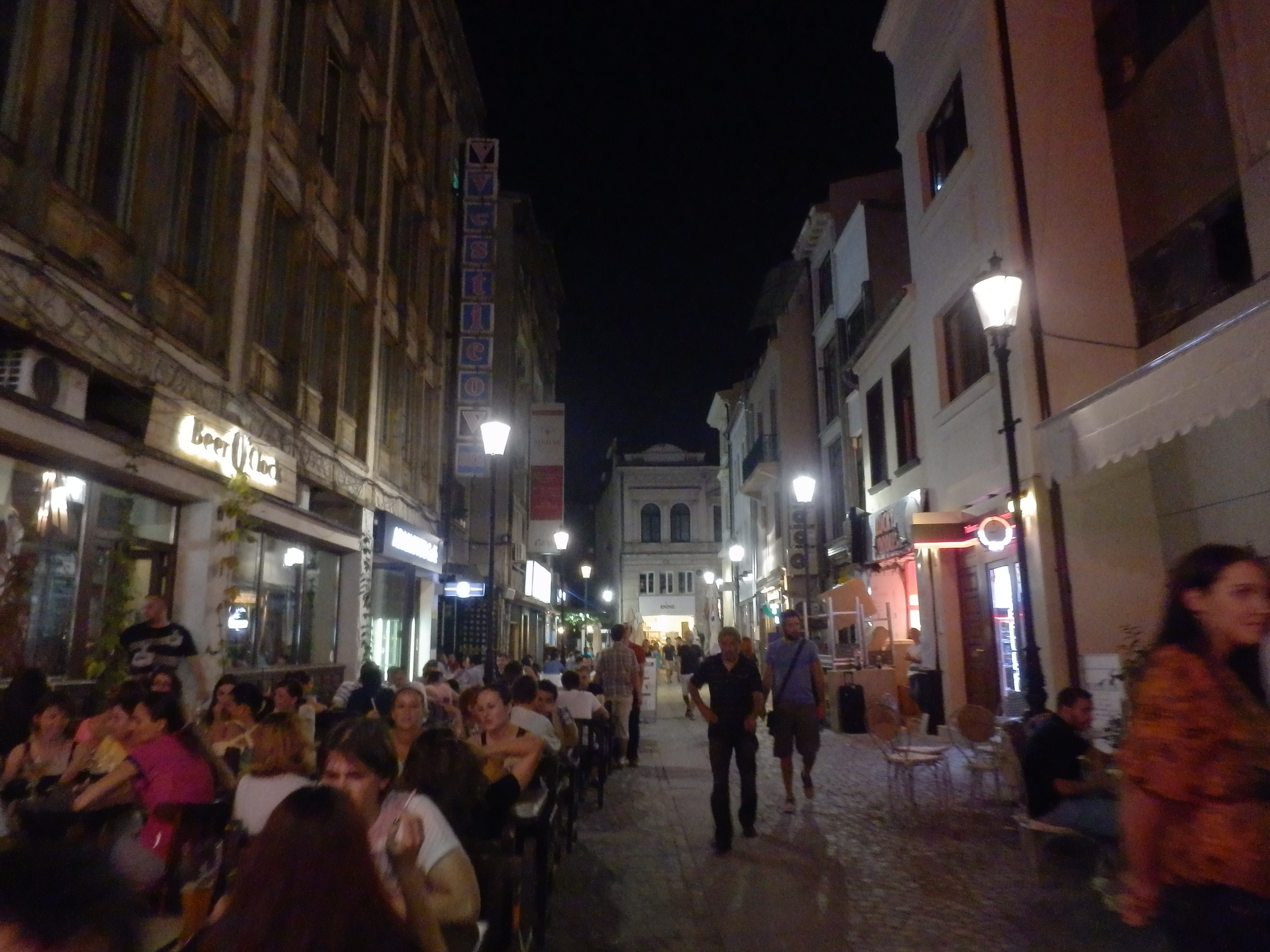
Seara pe strada Gabroveni
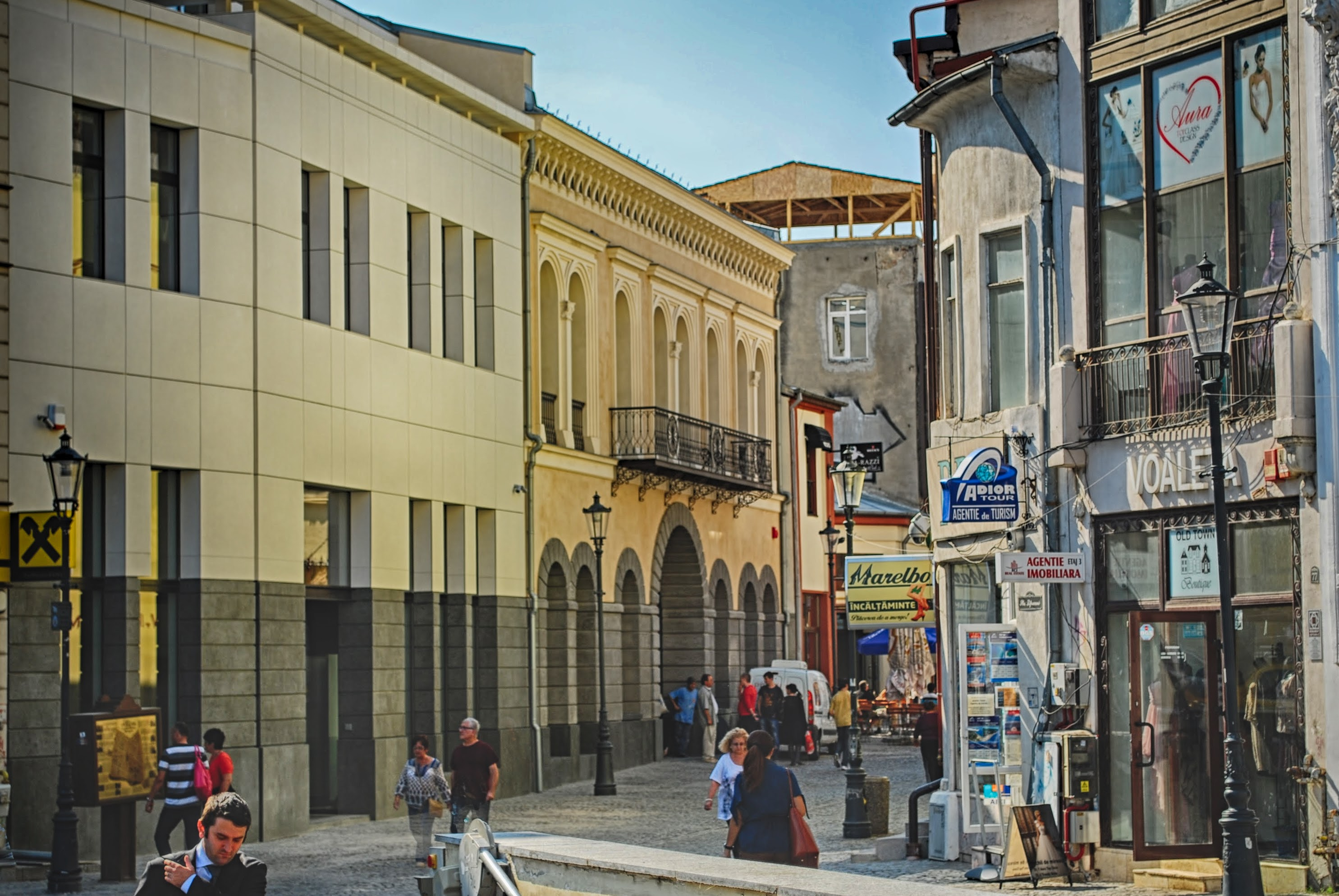
Hanul Gabroveni renovat (din str. Lipscani)

## Legături externe
- Strada Gabroveni la Flickr.com